# Lacon palliatus
Lacon palliatus là một loài bọ cánh cứng trong họ Elateridae. Loài này được Latreille miêu tả khoa học năm 1811.